# Laterallus albigularis
Laterallus albigularis е вид птица от семейство Rallidae.

## Разпространение
Видът е разпространен в Еквадор, Колумбия, Коста Рика, Никарагуа, Панама и Хондурас.